# 赫雷贝诺韦茨河

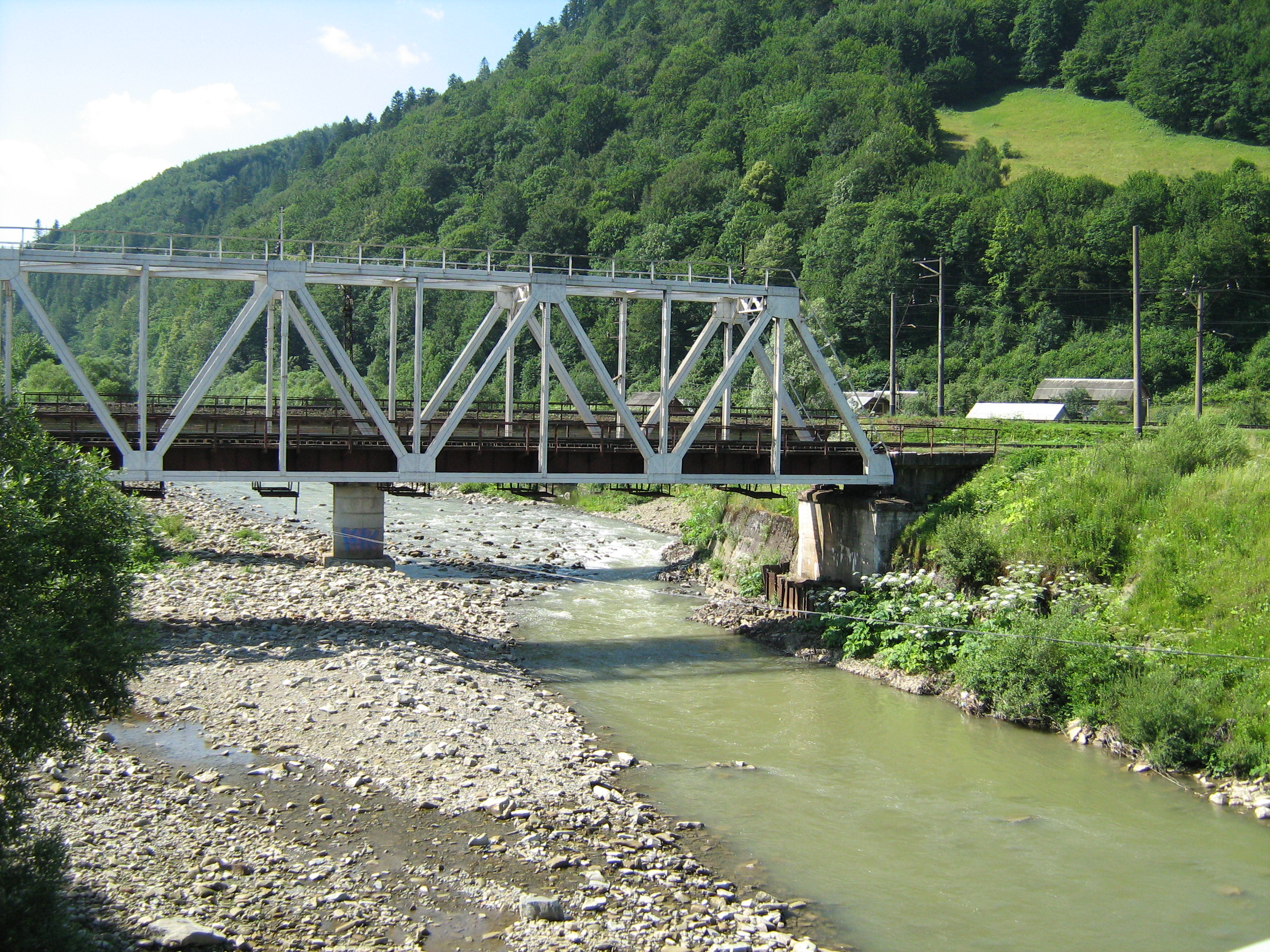

赫雷贝诺韦茨河（烏克蘭語：Гребеновець），是烏克蘭的河流，位於該國西部，流經利沃夫州，屬於奧皮爾河的支流，河道全長4.2公里，河口處在赫雷贝尼夫附近。